# Dumfries Burghs (circonscription du Parlement britannique)
Circonscription parlementaire de la Chambre des communes de Grande-Bretagne puis Chambre des communes du Royaume-Uni
Dumfries Burghs était un district de la circonscription de burghs qui était représenté de 1708 à 1801 à la Chambre des communes du Parlement de Grande-Bretagne et de 1801 à 1918 à la Chambre des communes du Parlement du Royaume-Uni.
Il a élu un Membre du Parlement (MP).

## Création
La circonscription parlementaire britannique a été créée en 1708 à la suite des Actes d'Union de 1707 et a remplacé les anciennes circonscriptions de burghs du Parlement d'Écosse de Dumfries, Annan, Kirkcudbright Burgh, Lochmaben et Sanquhar.

## Limites
La circonscription comprenait les burghs de Dumfriesshire, Dumfries, Annan, Lochmaben et Sanquhar et le burgh de Kirkcudbrightshire et Kirkcudbright.

## Historique
La circonscription a élu un Membre du Parlement (MP) au scrutin uninominal à un tour jusqu'à ce que le siège soit aboli pour les élections générales de 1918,,,,. Dumfries, Annan, Lochmaben et Sanquar ont ensuite été fusionnés dans la Circonscription de comté de Dumfriesshire. Kirkcudbright a été fusionné avec Galloway.

## Membre du Parlement
| Élection | Élection | Membre                     | Membre                 | Parti                  |
| -------- | -------- | -------------------------- | ---------------------- | ---------------------- |
|          | 1708     | William Johnstone          |                        |                        |
|          | 1710     | John Hutton                |                        |                        |
|          | 1713     | Sir William Johnstone      |                        |                        |
|          | 1715     | Alexander Fergusson        |                        |                        |
|          | 1722     | William Douglas            |                        |                        |
|          | 1727     | Archibald Douglas          |                        |                        |
|          | 1734     | Charles Erskine            |                        |                        |
|          | 1735     | William Kirkpatrick        |                        |                        |
|          | 1738     | Sir Robert Laurie          |                        |                        |
|          | 1741     | Lord John Johnstone        |                        |                        |
|          | 1743     | Sir James Johnstone, 3e Bt |                        |                        |
|          | 1754     | Archibald Douglas          |                        |                        |
|          | 1761     | Thomas Miller              |                        |                        |
|          | 1766     | Sir James Montgomery       |                        |                        |
|          | 1768     | Sir William Douglas        |                        |                        |
|          | 1780     | Sir Robert Herries         |                        |                        |
|          | 1784     | Sir James Johnstone, 4e Bt |                        |                        |
|          | 1790     | Patrick Miller             |                        |                        |
|          | 1796     | Alexander Hope             |                        |                        |
|          | 1800     | William Johnstone Hope     |                        |                        |
|          | 1802     | Charles Hope               |                        |                        |
|          | 1803     | James Stopford             |                        |                        |
|          | 1806     | Henry Erskine              |                        |                        |
|          | 1807     | Sir John Heron-Maxwell     |                        |                        |
|          | 1812     | Lord William Douglas       |                        | Tory,                  |
|          | 1832     | Matthew Sharpe             |                        | Whig,                  |
|          | 1841     | William Ewart              |                        | Radical,               |
|          | 1859     | William Ewart              | Libéral                |                        |
|          | 1868     | Robert Jardine             |                        | Libéral                |
|          | 1874     | Ernest Noel                |                        | Libéral                |
|          | 1886     | Ernest Noel                | Libéral Unioniste      |                        |
|          | 1886     | Sir Robert Reid            |                        | Libéral                |
|          | 1906     | John Gulland               |                        | Libéral                |
| 1918     | 1918     | circonscription abolie     | circonscription abolie | circonscription abolie |

## Résultats élections

### Élections dans les années 1830
| Parti              | Parti              | Candidat           | Votes           | %               |                 |
| ------------------ | ------------------ | ------------------ | --------------- | --------------- | --------------- |
|                    | Tory               | William Douglas    | Sans opposition | Sans opposition | Sans opposition |
| Registre électeurs | Registre électeurs | Registre électeurs | c. 95           |                 |                 |
|                    | Tory hold          |                    |                 |                 |                 |

| Parti              | Parti              | Candidat           | Votes | %      |
| ------------------ | ------------------ | ------------------ | ----- | ------ |
|                    | Tory               | William Douglas    | 3     | 60,0   |
|                    | Whig               | Matthew Sharpe     | 2     | 40,0   |
| Majorité           | Majorité           | Majorité           | 1     | 20,0   |
| Participation      | Participation      | Participation      | 5     | c. 5,3 |
| Registre électeurs | Registre électeurs | Registre électeurs | c. 95 |        |
|                    | Tory hold          |                    |       |        |

| Parti              | Parti                   | Candidat                | Voix  | %     | ±        |
| ------------------ | ----------------------- | ----------------------- | ----- | ----- | -------- |
|                    | Whig                    | Matthew Sharpe          | 488   | 56,9  | +16.9    |
|                    | Whig                    | David Hannay            | 370   | 43,1  | N/A      |
| Majorité           | Majorité                | Majorité                | 118   | 13,8  | N/A      |
| Participation      | Participation           | Participation           | 858   | 88,7  | c. +83.4 |
| Registre électeurs | Registre électeurs      | Registre électeurs      | 967   |       |          |
|                    | Whig vainqueur sur Tory | Whig vainqueur sur Tory | Swing | +16.9 |          |

| Parti              | Parti              | Candidat           | Voix  | %    | ±    |
| ------------------ | ------------------ | ------------------ | ----- | ---- | ---- |
|                    | Whig               | Matthew Sharpe     | 422   | 53,3 | −3.6 |
|                    | Whig               | David Hannay       | 370   | 46,7 | +3.6 |
| Majorité           | Majorité           | Majorité           | 52    | 6,6  | −7.2 |
| Participation      | Participation      | Participation      | 792   | 79,3 | −9.4 |
| Registre électeurs | Registre électeurs | Registre électeurs | 999   |      |      |
|                    | Whig retenir       | Whig retenir       | Swing | −3.6 |      |

| Parti              | Parti              | Candidat           | Votes           | %               |                 |
| ------------------ | ------------------ | ------------------ | --------------- | --------------- | --------------- |
|                    | Whig               | Matthew Sharpe     | Sans opposition | Sans opposition | Sans opposition |
| Registre électeurs | Registre électeurs | Registre électeurs | 1,050           |                 |                 |
|                    | Whig hold          |                    |                 |                 |                 |

Retour aux élections

### Élections dans les années 1840
| Parti              | Parti                     | Candidat           | Voix | %    | ±   |
| ------------------ | ------------------------- | ------------------ | ---- | ---- | --- |
|                    | Radical                   | William Ewart      | 402  | 54,0 | N/A |
|                    | Whig                      | Alexander Johnston | 342  | 46,0 | N/A |
| Majorité           | Majorité                  | Majorité           | 60   | 8,0  | N/A |
| Participation      | Participation             | Participation      | 744  | 76,2 | N/A |
| Registre électeurs | Registre électeurs        | Registre électeurs | 977  |      |     |
|                    | Radical Vainqueur de Whig |                    |      |      |     |

| Parti              | Parti              | Candidat           | Voix            | %               | ±               |
| ------------------ | ------------------ | ------------------ | --------------- | --------------- | --------------- |
|                    | Radical            | William Ewart      | Sans opposition | Sans opposition | Sans opposition |
| Registre électeurs | Registre électeurs | Registre électeurs | 892             |                 |                 |
|                    | Radical hold       |                    |                 |                 |                 |

Retour aux élections

### Élections dans les années 1850
| Parti              | Parti              | Candidat           | Voix            | %               | ±               |
| ------------------ | ------------------ | ------------------ | --------------- | --------------- | --------------- |
|                    | Radical            | William Ewart      | Sans opposition | Sans opposition | Sans opposition |
| Registre électeurs | Registre électeurs | Registre électeurs | 881             |                 |                 |
|                    | Radical hold       |                    |                 |                 |                 |

| Parti              | Parti              | Candidat           | Voix  | %    | ±   |
| ------------------ | ------------------ | ------------------ | ----- | ---- | --- |
|                    | Radical            | William Ewart      | 506   | 73,2 | N/A |
|                    | Conservateur       | James Hannay       | 185   | 26,8 | New |
| Majorité           | Majorité           | Majorité           | 321   | 46,4 | N/A |
| Participation      | Participation      | Participation      | 691   | 78,3 | N/A |
| Registre électeurs | Registre électeurs | Registre électeurs | 882   |      |     |
|                    | Radical retenir    | Radical retenir    | Swing | N/A  |     |

| Parti              | Parti              | Candidat               | Voix  | %     | ±     |
| ------------------ | ------------------ | ---------------------- | ----- | ----- | ----- |
|                    | Liberal            | William Ewart          | 432   | 51,7  | −21.5 |
|                    | Conservateur       | George Gustavus Walker | 403   | 48,3  | +21.5 |
| Majorité           | Majorité           | Majorité               | 29    | 3,4   | -43.0 |
| Participation      | Participation      | Participation          | 835   | 86,4  | +8.1  |
| Registre électeurs | Registre électeurs | Registre électeurs     | 966   |       |       |
|                    | Liberal retenir    | Liberal retenir        | Swing | −21.5 |       |

Retour aux élections

### Élections dans les années 1860
| Parti              | Parti               | Candidat            | Voix  | %    | ±     |
| ------------------ | ------------------- | ------------------- | ----- | ---- | ----- |
|                    | Liberal             | William Ewart       | 540   | 58,4 | +6.7  |
|                    | Libéral indépendant | John Clark Kennedy, | 384   | 41,6 | New   |
| Majorité           | Majorité            | Majorité            | 156   | 16,8 | +13.4 |
| Participation      | Participation       | Participation       | 924   | 82,2 | −4.2  |
| Registre électeurs | Registre électeurs  | Registre électeurs  | 1,124 |      |       |
|                    | Liberal retenir     | Liberal retenir     | Swing | +6.7 |       |

| Parti              | Parti               | Candidat           | Voix  | %    | ±     |
| ------------------ | ------------------- | ------------------ | ----- | ---- | ----- |
|                    | Liberal             | Robert Jardine     | 1,125 | 51,0 | −7.4  |
|                    | Libéral indépendant | Ernest Noel        | 1,083 | 49,0 | +7.4  |
| Majorité           | Majorité            | Majorité           | 42    | 2,0  | -14.8 |
| Participation      | Participation       | Participation      | 2,208 | 93,8 | +11.6 |
| Registre électeurs | Registre électeurs  | Registre électeurs | 2,353 |      |       |
|                    | Liberal retenir     | Liberal retenir    | Swing | N/A  |       |

Retour aux élections

### Élections dans les années 1870

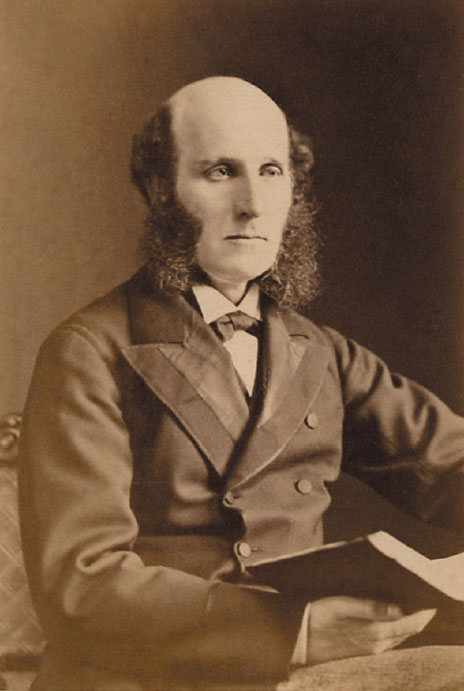
Noel

| Parti              | Parti              | Candidat                | Voix  | %    | ±    |
| ------------------ | ------------------ | ----------------------- | ----- | ---- | ---- |
|                    | Liberal            | Ernest Noel             | 1,420 | 55,9 | +4.9 |
|                    | Conservateur       | Morden Carthew Yorstoun | 1,122 | 44,1 | New  |
| Majorité           | Majorité           | Majorité                | 298   | 11,8 | +9.8 |
| Participation      | Participation      | Participation           | 2,542 | 89,7 | −4.1 |
| Registre électeurs | Registre électeurs | Registre électeurs      | 2,833 |      |      |
|                    | Liberal retenir    | Liberal retenir         | Swing | N/A  |      |

Retour aux élections

### Élections dans les années 1880
| Parti              | Parti                    | Candidat                      | Voix  | %    | ±     |
| ------------------ | ------------------------ | ----------------------------- | ----- | ---- | ----- |
|                    | Liberal                  | Ernest Noel                   | 1,700 | 64,7 | +8.8  |
|                    | Conservateur             | William Gordon                | 872   | 33,2 | −10.9 |
|                    | Conservateur indépendant | Theodore Edgar Dickson Byrne, | 54    | 2,1  | New   |
| Majorité           | Majorité                 | Majorité                      | 828   | 31,5 | +19.7 |
| Participation      | Participation            | Participation                 | 2,626 | 89,6 | −0.1  |
| Registre électeurs | Registre électeurs       | Registre électeurs            | 2,931 |      |       |
|                    | Liberal retenir          | Liberal retenir               | Swing | +9.9 |       |

| Parti              | Parti              | Candidat               | Voix  | %     | ±     |
| ------------------ | ------------------ | ---------------------- | ----- | ----- | ----- |
|                    | Liberal            | Ernest Noel            | 1,546 | 53,1  | −11.6 |
|                    | Conservateur       | Miles Walker Mattinson | 1,363 | 46,9  | +13.7 |
| Majorité           | Majorité           | Majorité               | 183   | 6,2   | −25.3 |
| Participation      | Participation      | Participation          | 2,909 | 92,4  | +2.8  |
| Registre électeurs | Registre électeurs | Registre électeurs     | 3,147 |       |       |
|                    | Liberal retenir    | Liberal retenir        | Swing | −12.7 |       |

| Parti              | Parti              | Candidat               | Voix  | %    | ±    |
| ------------------ | ------------------ | ---------------------- | ----- | ---- | ---- |
|                    | Liberal            | Robert Reid            | 1,547 | 56,0 | +2.9 |
|                    | Conservateur       | Miles Walker Mattinson | 1,217 | 44,0 | -2.9 |
| Majorité           | Majorité           | Majorité               | 330   | 12,0 | +5.8 |
| Participation      | Participation      | Participation          | 2,764 | 87,8 | −4.6 |
| Registre électeurs | Registre électeurs | Registre électeurs     | 3,147 |      |      |
|                    | Liberal retenir    | Liberal retenir        | Swing | +2.9 |      |

Retour aux élections

### Élections dans les années 1890
| Parti              | Parti              | Candidat           | Voix  | %    | ±    |
| ------------------ | ------------------ | ------------------ | ----- | ---- | ---- |
|                    | Liberal            | Robert Reid        | 1,698 | 59,3 | +3.3 |
|                    | Libéral Unioniste  | Andrew Agnew       | 1,166 | 40,7 | -3.3 |
| Majorité           | Majorité           | Majorité           | 532   | 18,6 | +6.6 |
| Participation      | Participation      | Participation      | 2,864 | 86,1 | −1.7 |
| Registre électeurs | Registre électeurs | Registre électeurs | 3,325 |      |      |
|                    | Liberal retenir    | Liberal retenir    | Swing | +3.3 |      |

Reid est nommé Solliciteur général pour l'Écosse, nécessitant une élection partielle.
| Parti | Parti        | Candidat    | Voix            | %               | ±               |
| ----- | ------------ | ----------- | --------------- | --------------- | --------------- |
|       | Liberal      | Robert Reid | Sans opposition | Sans opposition | Sans opposition |
|       | Liberal hold |             |                 |                 |                 |

| Parti              | Parti              | Candidat           | Voix  | %    | ±    |
| ------------------ | ------------------ | ------------------ | ----- | ---- | ---- |
|                    | Liberal            | Robert Reid        | 1,785 | 60,1 | +0.8 |
|                    | Conservateur       | William Murray     | 1,185 | 39,9 | -0.8 |
| Majorité           | Majorité           | Majorité           | 600   | 20,2 | +1.6 |
| Participation      | Participation      | Participation      | 2,970 | 85,9 | −0.2 |
| Registre électeurs | Registre électeurs | Registre électeurs | 3,456 |      |      |
|                    | Liberal retenir    | Liberal retenir    | Swing | +0.8 |      |

Retour aux élections

### Élections dans les années 1900
| Parti              | Parti              | Candidat           | Voix  | %    | ±    |
| ------------------ | ------------------ | ------------------ | ----- | ---- | ---- |
|                    | Liberal            | Robert Reid        | 1,847 | 58,7 | -1.4 |
|                    | Libéral Unioniste  | William Murray     | 1,300 | 41,3 | +1.4 |
| Majorité           | Majorité           | Majorité           | 547   | 17,4 | -2.8 |
| Participation      | Participation      | Participation      | 3,147 | 84,7 | −1.2 |
| Registre électeurs | Registre électeurs | Registre électeurs | 3,717 |      |      |
|                    | Liberal retenir    | Liberal retenir    | Swing | -1.4 |      |

| Parti              | Parti              | Candidat           | Voix  | %    | ±    |
| ------------------ | ------------------ | ------------------ | ----- | ---- | ---- |
|                    | Liberal            | John Gulland       | 2,035 | 59,2 | +0.5 |
|                    | Conservateur       | Joseph J. Glover   | 1,402 | 40,8 | -0.5 |
| Majorité           | Majorité           | Majorité           | 633   | 18,4 | +1.0 |
| Participation      | Participation      | Participation      | 3,437 | 90,7 | +6.0 |
| Registre électeurs | Registre électeurs | Registre électeurs | 3,790 |      |      |
|                    | Liberal retenir    | Liberal retenir    | Swing | +0.5 |      |

| Parti              | Parti              | Candidat           | Voix  | %    | ±     |
| ------------------ | ------------------ | ------------------ | ----- | ---- | ----- |
|                    | Liberal            | John Gulland       | 1,877 | 54,2 | -5.0  |
|                    | Conservateur       | John Bryce Duncan  | 1,585 | 45,8 | +5.0  |
| Majorité           | Majorité           | Majorité           | 292   | 8,4  | -10.0 |
| Participation      | Participation      | Participation      | 3,462 | 86,9 | -3.8  |
| Registre électeurs | Registre électeurs | Registre électeurs | 3,984 |      |       |
|                    | Liberal retenir    | Liberal retenir    | Swing | -5.0 |       |

Retour aux élections

### Élections dans les années 1910
| Parti              | Parti              | Candidat           | Voix  | %    | ±    |
| ------------------ | ------------------ | ------------------ | ----- | ---- | ---- |
|                    | Liberal            | John Gulland       | 2,303 | 57,1 | −2.1 |
|                    | Conservateur       | John Bryce Duncan  | 1,730 | 42,9 | +2.1 |
| Majorité           | Majorité           | Majorité           | 573   | 14,2 | −4.2 |
| Participation      | Participation      | Participation      | 4,033 | 93,6 | +2.9 |
| Registre électeurs | Registre électeurs | Registre électeurs | 4,307 |      |      |
|                    | Liberal retenir    | Liberal retenir    | Swing | −2.1 |      |

| Parti              | Parti              | Candidat           | Voix  | %    | ±    |
| ------------------ | ------------------ | ------------------ | ----- | ---- | ---- |
|                    | Liberal            | John Gulland       | 2,315 | 59,2 | +2.1 |
|                    | Conservateur       | John Pollok-McCall | 1,596 | 40,8 | -2.1 |
| Majorité           | Majorité           | Majorité           | 719   | 18,4 | +4.2 |
| Participation      | Participation      | Participation      | 3,911 | 91,1 | −2.5 |
| Registre électeurs | Registre électeurs | Registre électeurs | 4,294 |      |      |
|                    | Liberal retenir    | Liberal retenir    | Swing | +2.1 |      |

Élection générale 1914–15:
Une autre élection générale devait avoir lieu avant la fin de 1915. Les partis politiques avaient fait des préparatifs pour qu'une élection ait lieu et en juillet 1914, les candidats suivants avaient été sélectionnés;
- Libéral: John Gulland
- Unioniste: Sir Archibald Mclnnes Shaw[31]

Retour au début